# Martín Zubimendi
Martín Zubimendi Ibáñez (sinh ngày 2 tháng 2 năm 1999) là một cầu thủ bóng đá chuyên nghiệp người Tây Ban Nha hiện đang thi đấu ở vị trí tiền vệ phòng ngự cho câu lạc bộ Premier League Arsenal và đội tuyển bóng đá quốc gia Tây Ban Nha.

## Sự nghiệp câu lạc bộ

### Real Sociedad
Sinh ra tại San Sebastián, Gipuzkoa, Xứ Basque, Zubimendi gia nhập đội trẻ của Real Sociedad vào năm 2011 ở tuổi 12. Anh cũng đã chơi trong màu áo Antiguoko ở Cúp Donosti từ năm 2006 đến năm 2013. Anh chơi trận ra mắt đội Real Sociedad C vào ngày 27 tháng 8 năm 2016 khi chơi bảy phút cuối cùng trong trận hòa 0–0 trên sân nhà trước SCD Durango tại Tercera División.
Vào ngày 25 tháng 7 năm 2018, Zubimendi gia hạn hợp đồng với Real Sociedad đến năm 2022 và được đôn lên đội dự bị ở Segunda División B. Ngày 28 tháng 4 năm 2019, anh chơi trận ra mắt cho đội một khi vào sân thay Rubén Pardo ở phút cuối trong chiến thắng 2–1 trên sân nhà trước Getafe CF tại La Liga. Vào ngày 24 tháng 7 năm 2020, anh gia hạn hợp đồng với Txuri-urdin đến năm 2025 và được thăng hạng lên đội một.
Vào ngày 24 tháng 2 năm 2022, Zubimendi ghi bàn thắng đầu tiên của mình tại dấu trường châu Âu trong trận thua 3–1 trên sân nhà trước RB Leipzig trong trận vòng play-off đấu loại trực tiếp UEFA Europa League. Một tháng sau, vào ngày 13 tháng 3, anh ghi bàn thắng đầu tiên tại La Liga trong chiến thắng 1–0 trước Deportivo Alavés. Vào tháng 10, anh gia hạn hợp đồng với câu lạc bộ đến năm 2027. Vào ngày 20 tháng 9 năm 2023, anh ra mắt Champions League trong trận hòa 1–1 với Inter Milan.

### Arsenal
Vào ngày 6 tháng 7 năm 2025, Zubimendi ký hợp đồng dài hạn với Arsenal với mức giá được cho là khoảng 55 triệu bảng Anh.

## Sự nghiệp quốc tế
Zubimendi đại diện cho đội tuyển U-19 Tây Ban Nha trong trận giao hữu thua 2–1 trước đội tuyển U-19 Bồ Đào Nha vào ngày 15 tháng 11 năm 2017.
Do một số cầu thủ đội tuyển quốc gia bị cô lập sau khi Sergio Busquets có kết quả xét nghiệm COVID-19 dương tính, đội tuyển U-21 Tây Ban Nha đã được triệu tập cho trận giao hữu quốc tế với Litva vào ngày 8 tháng 6 năm 2021. Zubimendi đã chơi trận ra mắt đội tuyển quốc gia trong trận đấu này.
Vào ngày 7 tháng 6 năm 2024, anh được chọn vào đội hình 26 người cho UEFA Euro 2024. Vào ngày 15 tháng 6, anh lần đầu tiên ra sân tại một kỳ UEFA Euro trong trận đấu gặp Croatia với tư cách là cầu thủ dự bị khi được tung vào sân ở phút 86 để thay thế Rodri. Anh tiếp tục chơi trọn vẹn trận đấu gặp Albania vào ngày 24 tháng 6 và được tung vào sân từ băng ghế dự bị trong cả trận bán kết thắng Pháp vào ngày 9 tháng 7 lẫn trận chung kết thắng Anh vào ngày 14 tháng 7 khi Tây Ban Nha vô địch giải đấu.

## Phong cách chơi
Zubimendi có một phong cách chơi đa dạng gần giống như những cầu thủ nổi tiếng, đặc biệt là Sergio Busquets. Anh thể hiện sự điềm tĩnh và kiểm soát, chỉ đạo và điều chỉnh nhịp độ của trò chơi. Vai trò của anh bao gồm bắt đầu từ các vị trí sâu và thể hiện khả năng ra quyết định chính xác. Khả năng nhận đường chuyền và tạo không gian của Zubimendi làm khán giả gợi nhớ đến Busquets thông qua sự hiểu biết sâu sắc về trò chơi và nghệ thuật tạo ra cơ hội của anh. Ngoài ra, anh sở hữu các khả năng kỹ thuật rê bóng và chạy sâu, những khả năng mà phù hợp với các tiền vệ hàng đầu, trong khi khả năng giữ bóng của anh trong không gian hẹp phản ánh những phẩm chất được thấy ở những cầu thủ như hai cựu cầu thủ Xabi Alonso và David Silva.

## Thống kê sự nghiệp

### Câu lạc bộ
Tính đến 24 tháng 5 năm 2025
| Câu lạc bộ          | Mùa giải            | Giải vô địch        | Giải vô địch | Giải vô địch | Cúp quốc gia | Cúp quốc gia | Cúp Liên đoàn | Cúp Liên đoàn | Châu lục | Châu lục | Khác | Khác | Tổng cộng | Tổng cộng |
| Câu lạc bộ          | Mùa giải            | Hạng đấu            | Trận         | Bàn          | Trận         | Bàn          | Trận          | Bàn           | Trận     | Bàn      | Trận | Bàn  | Trận      | Bàn       |
| ------------------- | ------------------- | ------------------- | ------------ | ------------ | ------------ | ------------ | ------------- | ------------- | -------- | -------- | ---- | ---- | --------- | --------- |
| Real Sociedad B     | 2016–17             | Segunda División B  | 3            | 0            | —            | —            | —             | —             | —        | —        | —    | —    | 3         | 0         |
| Real Sociedad B     | 2017–18             | Segunda División B  | 2            | 0            | —            | —            | —             | —             | —        | —        | —    | —    | 2         | 0         |
| Real Sociedad B     | 2018–19             | Segunda División B  | 20           | 1            | —            | —            | —             | —             | —        | —        | —    | —    | 20        | 1         |
| Real Sociedad B     | 2019–20             | Segunda División B  | 25           | 3            | —            | —            | —             | —             | —        | —        | —    | —    | 25        | 3         |
| Real Sociedad B     | Tổng cộng           | Tổng cộng           | 50           | 4            | —            | —            | —             | —             | —        | —        | —    | —    | 50        | 4         |
| Real Sociedad       | 2018–19             | La Liga             | 1            | 0            | 0            | 0            | —             | —             | —        | —        | —    | —    | 1         | 0         |
| Real Sociedad       | 2019–20             | La Liga             | 9            | 0            | 1            | 0            | —             | —             | —        | —        | —    | —    | 10        | 0         |
| Real Sociedad       | 2020–21             | La Liga             | 31           | 0            | 2            | 0            | —             | —             | 7        | 0        | 1    | 0    | 41        | 0         |
| Real Sociedad       | 2021–22             | La Liga             | 36           | 2            | 4            | 0            | —             | —             | 7        | 1        | —    | —    | 47        | 3         |
| Real Sociedad       | 2022–23             | La Liga             | 36           | 1            | 4            | 0            | —             | —             | 4        | 0        | —    | —    | 44        | 1         |
| Real Sociedad       | 2023–24             | La Liga             | 31           | 4            | 6            | 0            | —             | —             | 8        | 0        | —    | —    | 45        | 4         |
| Real Sociedad       | 2024–25             | La Liga             | 36           | 2            | 4            | 0            | —             | —             | 8        | 0        | —    | —    | 48        | 2         |
| Real Sociedad       | Tổng cộng           | Tổng cộng           | 180          | 9            | 21           | 0            | —             | —             | 34       | 1        | 1    | 0    | 236       | 10        |
| Arsenal             | 2025–26             | Premier League      | 0            | 0            | 0            | 0            | 0             | 0             | 0        | 0        | —    | —    | 0         | 0         |
| Tổng cộng sự nghiệp | Tổng cộng sự nghiệp | Tổng cộng sự nghiệp | 230          | 13           | 21           | 0            | 0             | 0             | 34       | 1        | 1    | 0    | 286       | 14        |

1. ↑  Bao gồm Copa del Rey và FA Cup
2. ↑  Bao gồm EFL Cup
3. ↑  Ra sân tại Chung kết Cúp Nhà vua Tây Ban Nha 2020 (được tổ chức vào năm 2021)
4. 1 2 3 4  Số lần ra sân tại UEFA Europa League
5. ↑  Số lần ra sân tại Supercopa de España
6. ↑  Số lần ra sân tại UEFA Champions League

### Quốc tế
Tính đến 14 tháng 7 năm 2024
| Đội tuyển quốc gia | Năm       | Trận | Bàn |
| ------------------ | --------- | ---- | --- |
| Tây Ban Nha        | 2021      | 1    | 0   |
| Tây Ban Nha        | 2023      | 3    | 0   |
| Tây Ban Nha        | 2024      | 11   | 1   |
| Tây Ban Nha        | 2025      | 4    | 1   |
| Tổng cộng          | Tổng cộng | 19   | 2   |

#### Bàn thắng quốc tế
Tính đến 8 tháng 6 năm 2025
Tỷ số và kết quả liệt kê bàn thắng của Tây Ban Nha được để trước, cột tỷ số cho biết tỷ số sau mỗi bàn thắng của Zubimendi.
| # | Ngày                 | Địa điểm                                          | Trận | Đối thủ    | Bàn thắng | Kết quả              | Giải đấu                                 |
| - | -------------------- | ------------------------------------------------- | ---- | ---------- | --------- | -------------------- | ---------------------------------------- |
| 1 | 12 tháng 10 năm 2024 | Sân vận động Nueva Condomina, Murcia, Tây Ban Nha | 13   | Đan Mạch   | 1–0       | 1–0                  | UEFA Nations League 2024–25 (hạng đấu A) |
| 2 | 8 tháng 6 năm 2025   | Allianz Arena, München, Đức                       | 19   | Bồ Đào Nha | 1–0       | 2–2 (s.h.p.) (3–5 p) | Vòng chung kết UEFA Nations League 2025  |

## Danh hiệu

### Cầu thủ
Real Sociedad
- Copa del Rey: 2019–20

### Đội tuyển quốc gia
U-23 Tây Ban Nha
- Huy chương bạc Thế vận hội Mùa hè: 2020

Tây Ban Nha
- UEFA Euro: 2024[20]
- UEFA Nations League: 2022–23